# Week-end de chasse à la mère
Week-end de chasse à la mère est un roman de Geneviève Brisac publié le 7 août 1996 aux éditions de l'Olivier. Ce roman a reçu la même année le prix Femina.

## Adaptation
Week-end de chasse à la mère a servi de base au scénario du film Non ma fille tu n'iras pas danser de Christophe Honoré sorti en 2009.

## Éditions
- Éditions de l'Olivier, 1996,  (ISBN 2-87929-096-1).